# بلوود (کارولینای شمالی)
بلوود (به انگلیسی: Belwood) شهری در ایالت کارولینای شمالی کشور ایالات متحده آمریکا است که جمعیت آن در سرشماری سال ۲۰۱۰ میلادی، ۹۵۰ نفر بوده‌است.